# Ernst Zinn (Philologe)
Ernst Zinn (* 26. Januar 1910 in Berlin; † 24. Februar 1990 in Tübingen) war ein deutscher klassischer Philologe, der als Professor an den Universitäten zu Saarbrücken (1951–1956) und Tübingen (1956–1978) wirkte.

## Leben
Ernst Richard August Zinn war der Sohn des Internisten und Professors der Medizin Wilhelm Zinn (1869–1943). Sein Großvater Friedrich Carl August Zinn (1825–1897) war Direktor und Chefarzt der „Land-Irren-Anstalt Neustadt-Eberswalde“ und Mitglied des Deutschen Reichstags. Ernst Zinn studierte ab dem Sommersemester 1929 Klassische Philologie, Germanistik und Geschichte an den Universitäten zu Freiburg (bis 1930), Kiel (Sommersemester 1930), Heidelberg (Sommersemester 1931) und München (Wintersemester 1930/31 und ab Wintersemester 1931/32), wo er 1936 bei Rudolf Pfeiffer mit einer Arbeit über den Wortakzent in den lyrischen Versen des römischen Dichters Horaz promoviert wurde. Das Staatsexamen bestand er 1937. 1938 ging er als Assistent von Johannes Stroux (der auch sein akademischer Lehrer gewesen war) an die Berliner Universität.
Während des Zweiten Weltkriegs musste Zinn seine Forschungsarbeit unterbrechen. Er wurde als Marineoffizier (Kapitän zur See) eingesetzt. Im März 1945 wurde er aufgrund einer schweren Verwundung (Halsdurchschuss) vom Frontdienst freigestellt. Er kehrte nach Berlin zurück und habilitierte sich dort noch im selben Jahr; kurz darauf ging er als Privatdozent an die Universität Hamburg. Hier wurde er 1950 zum außerplanmäßigen Professor ernannt. 1951 ging Zinn als Gastprofessor an die neugegründete Universität des Saarlandes, wo er noch im selben Jahr zum ordentlichen Professor und Lehrstuhlinhaber ernannt wurde. Seine Lehrstuhlbeschreibung lautete Professor für Klassische Philologie mit Berücksichtigung vergleichender Literaturgeschichte. Bereits fünf Jahre später, 1956, wechselte er an die Universität Tübingen als ordentlicher Professor für Klassische Philologie und Vergleichende Literaturwissenschaft. Zu seinen Kollegen zählten der Gräzist Wolfgang Schadewaldt (1950–1968), der Philologe und Religionswissenschaftler Hildebrecht Hommel (1955–1964) und der Literaturwissenschaftler und Schriftsteller Walter Jens (1950–1988), der 1963 den bundesweit ersten Lehrstuhl für Allgemeine Rhetorik erhielt. Seit 1956 war Zinn in Tübingen Vertrauensdozent der Studienstiftung des Deutschen Volkes. Einen Ruf an die Freie Universität Berlin lehnte er 1961 ab. 1978 wurde er emeritiert, blieb aber bis zu seinem Tod als Forscher tätig.
Ernst Zinn war seit 1938 mit der Kammersängerin Walburga Hedwig Elisabeth Gaethgens verheiratet. Die Germanistin Marlene Rall (1940–2003) ist seine Tochter. Sie war mit dem Germanisten Dietrich Rall (* 1938) verheiratet und hat mit ihm auch gemeinsam publiziert.
Ein bedeutender Teil-Nachlass befindet sich in der Universitätsbibliothek Tübingen (Signatur: Mn 7).

## Leistungen
Charakteristisch für Ernst Zinns wissenschaftliche Arbeitsweise war die Verbindung moderner literaturwissenschaftlicher Methoden mit denen der Textkritik, der Archäologie, der Exegese und der Sprachwissenschaft. Er beschäftigte sich nicht nur mit der antiken Literatur, sondern auch mit der modernen Dichtung. Noch bevor er als Altphilologe große Bekanntheit erlangt hatte, wurde er durch seine Arbeiten zu Rainer Maria Rilke, mit dem er sich seit seinem 14. Lebensjahr beschäftigte, als Germanist weithin bekannt. 1951 erschien in zwei Bänden der Briefwechsel Rilkes mit Marie von Thurn und Taxis, ab 1955 die Ausgabe sämtlicher Werke Rilkes im Frankfurter Insel-Verlag. Auch viele Jahrzehnte später wurde Zinns Arbeit geachtet, eine kommentierte Rilke-Ausgabe von 1996 basierte auf seiner Arbeit.
Mit den Schriftstellern Rudolf Kassner, Rudolf Borchardt und Rudolf Alexander Schröder war Zinn persönlich bekannt; er beriet Schröder bei dessen Horaz-Übersetzung. Sein lebenslanges Engagement für die Literatur des 20. Jahrhunderts wurde 1971 mit der Wahl zum Mitglied der Deutschen Akademie für Sprache und Dichtung und 1989 mit der Verleihung des Österreichischen Ehrenkreuzes für Wissenschaft und Kunst I. Klasse belohnt.
Als klassischer Philologe beschäftigte sich Zinn mit weiten Bereichen der antiken Literatur. Sein Schwerpunkt lag auf dem Gebiet der Latinistik, besonders bei den römischen Dichtern Horaz, Vergil und Ovid sowie bei den Dichtern der Silbernen Latinität. Auch zu den spätantiken Dichtern, Fachschriftstellern und Kirchenvätern veröffentlichte Zinn mehrere Aufsätze. Besondere Bedeutung für die antike wie moderne Metrik hat sein grundlegendes Buch Der Wortakzent in den lyrischen Versen des Horaz (München 1940), in dem er auch Erkenntnisse zur römischen Musik niederlegte. Das Musikalische spielte auch in Zinns akademischer Lehre eine wichtige Rolle. Zu seinen Schülern gehörten Michael von Albrecht, Wilfried Barner, Hubert Cancik, Eberhard Heck, Ulrich Ott, Ernst A. Schmidt, Wilfried Stroh, G.N. Knauer und Günther Wille.